# Styloctetor okhotensis
Styloctetor okhotensis is een spinnensoort in de taxonomische indeling van de hangmatspinnen (Linyphiidae).
Het dier behoort tot het geslacht Styloctetor. De wetenschappelijke naam van de soort werd voor het eerst geldig gepubliceerd in 1993 door Kirill Yuryevich Eskov.